# Słoboda-Kucharśka
Słoboda-Kucharśka (ukr. Слобода-Кухарська) – wieś na Ukrainie, w obwodzie kijowskim, w rejonie wyszogrodzkim. W 2001 liczyła 116 mieszkańców.